# Donovan Leitch (actor)
Donovan Jerome Leitch (n. 16 august 1967, Anglia) este un actor american. 
A interpretat în filme precum And God Created Woman (1988), Breakin' 2: Electric Boogaloo, Glory (în rolul lui Charles Fessenden Morse), Cutting Class, The Blob (Picătura, 1988), The In Crowd, Jack the Bear sau I Shot Andy Warhol.